# クン・エルジェーベト
クン・エルジェーベト（ハンガリー語: Kun Erzsébet、1239年頃 - 1290年?）は、ハンガリー王イシュトヴァーン5世の妃である。子のラースロー4世が未成年だった1272年から1277年には摂政を務めた。クンはクマン族の意味で、エルジェーベトは洗礼名である。

## 生涯

### 父の死
エルジェーベトは1239年から1240年頃に生まれた。おそらく、クマン族のハン・ケテニュの娘である。クマン族はテュルク諸語のクマン語(en)（ポロヴェツ語(ru)）またはキプチャク語(en)を話す、クマン・キプチャク連合の西の部族である。ヨーロッパのキリスト教徒からは、シャーマニズムを信仰する異教徒であるとみなされていた。
1238年、父のケテニュはモンゴルのルーシ侵攻を逃れ、同族を率いてハンガリー王国へ入った。ハンガリー王ベーラ4世はクマン族と同盟を結び、彼らがカトリックへ改宗し、ハンガリーの王位に忠誠を誓うことを条件に、ドナウ川とティサ川の間に居住地を提供した。この待遇は、ベーラ4世にとっては国境防衛の意味合いがあった。一方、遊牧生活をおくるクマン族の家畜が農作物に被害を与え、付近の農民との間に摩擦が生じるようになると、ベーラ4世と対立する貴族たちは、この摩擦をベーラ4世への非難に利用した。いずれにせよこの同盟は、ケテニュの娘のエルジェーベトと、ベーラ4世の長男のイシュトヴァーン5世との婚姻によって、より堅実なものとなった。同盟締結時、おそらくイシュトヴァーンはまだ赤子だった。また、エルジェーベトがイシュトヴァーンより年上であったかは疑わしい。
1241年、バトゥとスブタイの率いるモンゴル帝国軍のヨーロッパ侵攻(en)が始まると、寝返りを恐れたハンガリーの貴族によってケテニュは殺された。一方ハンガリー軍は同年4月11日のモヒの戦いに敗れた。しかし、モンゴル帝国の大ハーン(en)・オゴデイ崩御の知らせが届くと、バトゥは後継者を決めるクリルタイへ参加するために、カラコルムへの帰還を決めた。そのようにして、ハンガリーはモンゴルから放棄された。

### 結婚
父のケテニュは死んだが、結婚の約束はまだ有効だった。ケテニュの死後クマン族はブルガリア王国へ去っていたが、ベーラ4世は結婚によって再びクマン族との結びつきを強め、彼らの軍事力を利用しようとした。イシュトヴァーン5世との婚儀は1253年に執り行われた。エルジェーベトは結婚の準備の過程でカトリックに改宗した。新郎は12歳であり、花嫁エルジェーベトもまた同じぐらいの年齢だった。1262年、イシュトヴァーンは、ボヘミア王オタカル2世に対する戦争に援軍を送った褒賞として、29の管区を父に要求した。領土を得、イシュトヴァーンは「若王」として戴冠された。若王とは国王の在位中に戴冠したアールパード朝ハンガリー王国の皇太子に冠された称号であり、東ハンガリーにおいて王権を行使することができた。つまり実質的には、彼の得た管区は独立した王国として統治された。エルジェーベトは王妃となった。

### 摂政と息子
1270年5月3日、ベーラ4世は死去し、夫のイシュトヴァーン5世がハンガリー王となった。そのイシュトヴァーンは1272年8月6日に死去し、エルジェーベトは10歳の息子・ラースロー4世の摂政となった。エルジェーベトの摂政としての統治は1277年まで続いた。一方、彼女が息子を得たことは、新たな問題を生じさせた。息子のラースローは台頭してきた貴族に対抗するために、母の血統であるクマン族の社会を支持した。ラースローはクマン族の服を身に着け、クマン族の側室に囲まれていた。エステルゴム大司教ロドメールは、異教徒のクマン族とラースローの結束によって教会勢力が危ぶまれることを危惧し、ローマ教皇の援助をも得て非難したが、ラースローはこのエステルゴム大司教からのクマン族改宗の請求も退けた。同様にハンガリー貴族は遠ざけられた。後に、ハンガリー貴族の忠誠を買おうと試みたときは、代わりにクマン族が遠ざけられた。
1290年7月10日、ラースロー4世はビハール(en)での野営中、貴族に雇われたクマン族に殺された。おそらく、エルジェーベトもこの時に死亡したとみなされている。ラースローの後継者のアンドラーシュ3世の治世期の史料には、エルジェーベトに関する言及がない。よって、エルジェーベトは1290年に死去したとするのが伝統的な解釈である。

## 子女
エルジェーベトとイシュトヴァーン5世との間の子として、以下の6人の人物が知られている。
- エルジェーベト (en) ：初めファルケンシュテイン (en) 領主ザーヴィシュ（Záviš z Falkenštejna） (en) と結婚（注：人名はチェコ語表記）。次にセルビア王ステファン・ウロシュ2世ミルティンと結婚。
- カタリン (en) ：セルビア王ステファン・ドラグティンと結婚。
- マーリア：ナポリ王カルロ2世と結婚。
- アンナ (en) ：ビザンツ皇帝アンドロニコス2世パレオロゴスと結婚。
- ラースロー4世：ハンガリー王。
- アンドラーシュ：スラヴォニア公。